# MEMORIES (映画)
『MEMORIES』（メモリーズ）は、大友克洋が製作総指揮と総監督を務めたオムニバスアニメ映画。1995年12月23日に劇場公開。上映時間114分。
芸術文化振興基金助成、東京国際ファンタスティック映画祭参加作品。

## 概要
大友克洋の短編コミック3話を原作にしたオムニバス形式の長編アニメーション。森本晃司監督「彼女の想いで」、岡村天斎監督「最臭兵器」、大友克洋監督「大砲の街」の3話で構成される。
大友にとっては1988年の『AKIRA』以来、約7年ぶりとなるアニメ作品。『AKIRA』では1人で何もかもやりすぎたと反省した大友は、この作品では別の演出家を立てることにしたという。
STUDIO4℃がエピソード1「彼女の想いで」、エピソード3「大砲の街」を、マッドハウスがエピソード2「最臭兵器」を制作・プロデュースした。STUDIO4℃にとっては初めて手掛けた本格的な自社作品であり、当時としては珍しかったデジタル技術を大幅に導入した最大級のプロジェクトとなった。
音楽は、「彼女の想いで」をクラシカルであると同時に先鋭的な菅野よう子、「最臭兵器」をジャズからポップス、現代音楽、民族音楽など、ジャンルを横断して活動する三宅純、「大砲の街」を寺井昌輝との電子音楽ユニット・Dowserとしても活動する長嶌寛幸が担当し、3本それぞれに異なるコンセプトの音楽がつけられている。そして、全体のオープニングとエンディングの音楽には、「『MEMORIES』というタイトルが懐古的な印象を与えるので、オープニングとエンディングには『今の音楽』を持ってきたかった」（大友克洋）という理由で、テクノバンド・電気グルーヴの石野卓球が起用された。

## 共通スタッフ
- 製作総指揮、総監督 - 大友克洋
- 製作 - 山科誠、渡辺繁、八木ヶ谷昭次、宮原照夫
- 企画 - 大友克洋、鵜之沢伸
- プロデューサー - 杉田敦、鮫島文雄、水尾芳正、田中栄子、井上博明
- 音響監督 - 藤野貞義
- 編集 - 瀬山武司
- 音楽プロデューサー - 佐々木史朗、伊藤将生
- 音楽制作・オリジナルサウンドトラック - ビクターエンタテインメント
- タイトルミュージック - 石野卓球
- 音響制作 - 音響映像システム・小野哲男
- 音響プロデューサー - 会田昌克
- 制作 - マッシュルーム、オニロ、よんどしい
- 配給 - 松竹
- 製作 - バンダイビジュアル、松竹、講談社

## Episode. 1「彼女の想いで」
『彼女の想いで』（かのじょのおもいで、Magnetic Rose）は、漂流する宇宙船を舞台にしたシリアスなSFサスペンス。大友克洋の漫画『彼女の想いで…』をベースとしているが、設定や登場人物は大幅にアレンジされている。
音楽は菅野よう子が担当。作品の重要なモチーフになっているオペラは、チェコ・フィルハーモニー管弦楽団とプラハ・フィルハーモニー合唱団のメンバーによる本格的な音楽が録音された。収録現場で実際にフィルムを見ながら指揮者がタクトを振り、歌手が歌うという、徹底した本物志向の音作りをしている。
フランス人映画監督のクリストフ・ガンズは、自身の実写映画『美女と野獣』に登場する内部までバラで覆い尽くされた野獣の城のビジュアルは、「彼女の想いで」のバラのイメージであると明かした。

### あらすじ
2092年の宇宙空間でスペースデブリと化した人工衛星などを処理する作業員4人を乗せた宇宙船「コロナ」は帰途に就く最中、救難信号を受信する。向かった先は「サルガッソー」と呼ばれる宇宙船の墓場であり、発生する磁場をすり抜けながら発信元であるバラのつぼみの形状をした遭難船にたどり着く。乗組員であるハインツとミゲルは救出に向かい遭難船に進入するが、そこで見たものは形だけは当時の面影を残す豪華な居住ルーム、そしてかつてオペラ界で名を馳せていた女優エヴァの数々の思い出であった。しかし先に進むにつれミゲルがエヴァの幻覚に堕ち、ハインツも過去のトラウマの幻覚に怯えながら突如受けた攻撃に応戦。一方で難破船の外では次第に強力化される磁場が対磁気コーディングを施していない「コロナ」に影響を及ぼし、難破船に取り込まれようとしていた。幻覚や磁場の原因は遭難船にある中央コンピューターからであり、ハインツはエヴァの幻覚の正体である、中央コンピューターによって操作されているホログラフィーをまとったロボットと中央コンピューターを攻撃。「コロナ」船長も全滅を防ぐため人工衛星破壊用兵器「アナライザー砲」を使用してハインツやミゲルが残る遭難船を破壊しようとするが穴を開けたにすぎず、ハインツは開いた穴から宇宙空間に投げ出され、「コロナ」はそのまま遭難船に取り込まれてしまった。エヴァのロボットは周辺をホログラフィーによる劇場に変えてオペラは終劇となり、幻覚に取り込まれたミゲルはエヴァと共に彼女の思い出の中に生きる。一方宇宙空間に投げ出されたハインツは宇宙服の中で息を吹き返し、ヘルメットの中を舞うバラの花びらに息を吹きかけたところで物語は終わる。

### 登場人物
ハインツ
声 - 磯部勉
主人公。宇宙空間に出てスペースデブリの破壊作業をするアメリカ人作業員。仕事には忠実で妻子がいるが、ある出来事がトラウマになっている模様。
ミゲル
声 - 山寺宏一
ハインツとともに宇宙空間に出て作業をするラテン人作業員。閉鎖的な宇宙環境に退屈し、女に飢えている。遭難船内で幻覚を見てハインツらに呆れられるが、次第にエヴァに幻惑されるようになる。
イワノフ
声 - 飯塚昭三
ハインツやミゲルらを統括するロシア人船長。いつも無理難題な事を言う本部に怒りを覚えている様子。
青島
声 - 千葉繁
宇宙船「コロナ」の船内活動に従事する日本人メカニック。常にくわえ煙草をしている。
エヴァ
声 - 高島雅羅
過去に名を馳せていたオペラ歌手で、遭難船の主。当時は名声を得て恋人がいるなど順風満帆な日々を送っていたが、恋人の死を機に隠遁生活を送っていた。
エミリィ
声 - 長谷川亜美
ハインツの一人娘。宇宙空間で作業をしているため、なかなか帰れない父親と、いつまでも一緒に暮らしたい、と心待ちにしている。
アンナ
声 - 沢海陽子
ハインツの妻でエミリィの母親。
ロボット
声 - 柊美冬
エヴァの宇宙船内で雑用を行う、天使の像の姿をしているロボット。
A氏
声 - 平野正人
本部の職員で、イワノフらに追加の仕事を頼んでいたが断られる。
その他
声 - 坂口哲夫、大場真人

### スタッフ
- 原作 - 大友克洋『彼女の想いで…』
- 監督 - 森本晃司
- 脚本・設定 - 今敏
- キャラクターデザイン・作画監督 - 井上俊之
- メカニック設定 - 渡部隆
- 美術 - 池畑祐治、小関睦夫、山川晃、山本二三
- 小道具設定 - 磯光雄
- 色彩設計 - 小針裕子
- 美術 - 伊奈純子、石川山子、平田秀一、海老沢一男、菊地正典、上久保義博 、小関陽子、久村佳津
- ハーモニー - 高屋法子
- 特殊効果 - 玉井節子
- 撮影監督 - 枝光弘明
- CGI - 安藤裕章
- 音響効果 - 倉橋静男（サウンドボックス）
- 音楽 - 菅野よう子
- Orchestra - Members of Czech Philharmonic Orchestra
- プロデューサー - 田中栄子
- アニメーション制作 - スタジオ4℃

## Episode. 2「最臭兵器」
『最臭兵器』（さいしゅうへいき、Stink Bomb）は、極秘に開発された薬品サンプルを誤って飲んでしまった一人の青年をめぐるブラックなコメディタッチのパニックストーリー。大友克洋の原作漫画のない映画オリジナル。
マッドハウスの岡村天斎の初監督作品だが、もともとは同じくマッドハウスの川尻善昭に来たオファーだった。大友によれば、元々は「川尻に得意なハードなアクションではなく、逆にちょっとコミカルなものをやってもらったら」との発想から彼に頼むつもりで用意した話だったという。川尻は監修を担当したほか、終盤のトンネル内シーンの作画でも参加している。
音楽は三宅純が担当し、フリー・ジャズ風、またはノイズ風のサウンドが突拍子もない物語の面白さと滑稽さを際立たせている。演奏は、三宅自身のオルガンと、ドラムス、エレキベース、エレキギター、ラテンパーカッション等のリズムセクションに20人ほどの生楽器のオーケストラを加えた編成となっている。

### あらすじ
場所は山梨県甲府市。風邪をこじらせながらも立ち寄った診療所から直接研究所へ出勤し、業務に従事していた西橋製薬研究員の田中信男は、同僚から「風邪薬のサンプル品である『赤い瓶に入った青いカプセル』を飲めば風邪が治る」と教えられる。所長の部屋に入った信男は、所長が不在の机の上の瓶の中に入っているカプセルを見つけるが、取り違えて『赤い瓶に入った青いカプセル』の横にあった『青い瓶に入った赤いカプセル』を飲んでしまう。実はその『青い瓶に入った赤いカプセル』は国の依頼によりPKO派遣部隊用として極秘に研究・開発していた際、所長が合成したところ偶然造られた化学物質であり、服用した人体の新陳代謝を作り替え、強力な臭気を発生する物質を生み出す化学工場にしてしまう薬物だった。そのまま応接室で一昼夜寝込んでしまった信夫が目が覚ますと、風邪症状は治っていたが、所長を含めた研究所のメンバー全員が悶絶して仮死状態になっていた。信夫は慌てふためきながらも、所長が切った防菌アラームの電源を入れ、東京の本社で会議中だった韮崎開発局長と連絡をとる。韮崎は信男の報告で事故が起きたことは察したがその原因はこの時点で判らず、救急車が来る前にとにかく極秘サンプルである『青い瓶に入った赤いカプセル』と関連資料を自分のところまで誰にも悟られずに運び、自分以外に渡さないように指示、それを受けて信男はそれらをスーツケースに入れ研究所から本社へ向かう。しかしその道中雪が残る真冬なのにもかかわらずサクラやヒマワリの花が開花したり、信男を救出しようとした人々が次々と倒れていく光景を目のあたりにする。
一方、東京の防衛庁本部では研究所がある甲府方面からの音信が途絶えたことで対策本部が設置され、参考人として韮崎および鎌田専務が招集される。韮崎は『青い瓶に入った赤いカプセル』の実態を明らかにしたうえで信男に運ばせていることを伝えるが、本部長から「なぜその人物だけ生きているのか」との指摘により、信男が『青い瓶に入った赤いカプセル』を飲んだ可能性に思い当たる。また、笹子トンネルで自衛隊が信男を助けようとしたところ自衛官が次々と昏倒したことで、現場指揮官は信男が全身から黄色いガスを発していることに気付き、彼が臭気の発生元であることを断定する。
死の臭気を止めるには使用者の新陳代謝を抑制、つまり殺害以外に方法がないという結論に達すると防衛庁長官は陸海空すべての自衛隊を災害派遣として出撃させ、何も知らずにカブに乗って中央自動車道を走る信男を総攻撃するが、強力な臭気は電子機器をも狂わせて、暴走・自爆させてしまう。東京は避難騒ぎでパニックに陥り、対策本部からも逃走する者が現れる中、アメリカ陸軍は自衛隊が小仏トンネルに足止めした信男を、アメリカ航空宇宙局の新型宇宙服を使用して捕獲を試みる。結果捕獲は成功、宇宙服を着た人物は対策本部で歓迎を受け、『青い瓶に入った赤いカプセル』の入ったスーツケースを無事韮崎に渡したが、その宇宙服の中に入っていたのは捕獲したはずの信男本人であった。その場にいた全員が驚愕し、周囲の者たちが一斉に逃げ出していく中、信男が宇宙服の解除ボタンを押して対策本部にガスを噴出させたところで話は終了する。

### 登場人物
田中信男
声 - 堀秀行
主人公。西橋製薬の第三開発室に所属する研究員。風邪をこじらせて通院していたが、一人で寝ていても仕方がないということで研究所に出勤していた。
風邪薬と信じて実験サンプルを服用してしまい、知らず知らずのうちに危険な化学物質を全身の毛穴から分泌する生物兵器と化してしまう。
韮崎
声 - 羽佐間道夫
西橋製薬の新薬開発局長で名前は「キョウイチ」。山梨の研究所で緊急事態が発生し、唯一生き残った信男に実験サンプルの薬品を東京にいる自分のところまで運ぶよう命令する。その後対策本部に召喚され、本部長の質疑応答で緊急事態の原因をようやく突き止める。
本部長
声 - 大塚周夫
緊急事態の対策本部長。階級は陸将。なお本作では、彼を含めた陸上自衛官の制服は茶灰色の旧デザイン（1991年以前のもの）となっている。
鎌田
声 - 阪脩
西橋製薬の専務。本部長の質疑応答にしどろもどろになっていた。
大前田
声 - 緒方賢一
信男が勤務している研究所の所長。実験サンプルの薬品を極秘に開発していたが、それが使用された形跡を発見してパニックに陥っていた。
米軍将校
声 - 大塚明夫
アメリカ陸軍を代表して、防衛庁の対策本部に入った士官。襟に付けた兵科章は化学科で、西橋製薬の秘密研究にはアメリカからの資金も使われていると発言し、生物兵器と化した信男の捕獲を目論む。なお、宇宙服を運搬したのはアメリカ海軍である。
ばっちゃん
声 - 京田尚子
緊急事態が発生したとき孫の信男がテレビに映し出されていたため愕然としていた。その後自衛隊のヘリに乗せられ、信男に東京へ来ないように呼びかけるも、声が届かず止めるまでに至らなかった為、信男の殺害を企てた自衛隊員と争う。
医者
声 - 石森達幸
信男が通っていた医院の医者。
咲子
声 - 藤井佳代子
研究所の受付嬢。甲州弁を話していたことから地元山梨の娘と思われる。
美樹
声 - 神代知衣
研究所の事務員。咲子にスキーへ行ったことを自慢していた。
同僚
声 - 曽我部和恭
研究所の研究員。くしゃみばかりする信男に対し所長の部屋にある風邪薬を飲むように薦める。
隊長
声 - 島田敏
笹子トンネル付近で指揮をとっていた自衛隊の幹部。緊急事態の原因を目撃し、総員退避でその場を離れ、その後小仏トンネルでスノーマシンを使用して原因を凍らせようとする。
アナウンサー
声 - 小野英昭
ヘリコプターで甲府市の惨状をレポートしていたところで信男を発見し、パイロットに着陸するように命令する。
幹部
声 - 田中亮一、岸野幸正
対策本部にいた陸海空自衛隊の幹部たち。本部長と共に韮崎や鎌田を尋問する。
通信兵
声 - 佐藤浩之、大滝進矢
パイロット
声 - 巻島直樹
信男の弟
声 - 岩永哲哉
看護婦
声 - 中村尚子
レポーター
声 - 新田三士郎
米軍兵士
声 - 森ステファン

### 登場兵器

#### 車両
- 90式戦車
- 74式戦車
- 89式装甲戦闘車
- 87式偵察警戒車
- 88式地対艦誘導弾
- 87式自走高射機関砲
- 81式短距離地対空誘導弾
- 75式130mm自走多連装ロケット弾発射機
- 75式自走地上風測定装置
- 73式大型トラック
- 73式小型トラック
- 高機動車
- 化学防護車

#### 艦艇
- あさぎり型護衛艦
- たかつき型護衛艦

#### 航空機
- AH-1S
- CH-47J
- OH-6D
- UH-1H
- HSS-2B
- F-4EJ改
- F-15J
- CH-53E
- SH-60

### スタッフ
- 原作・脚本・キャラクター原案 - 大友克洋
- 監督 - 岡村天斎
- 助監督 - 西浦哲
- キャラクターデザイン・作画監督 - 川崎博嗣
- メカニックデザイン・メカニック作画監督 - 仲盛文
- 美術監督 - 串田達也
- 作画監督補 - 藤田しげる、三原三千雄、箕輪豊
- 色彩設計 - 鈴木たかこ
- 美術設定 - 加藤浩
- 美術 - スタジオ美峰、岡部順、太田大、竹田悠介、加藤浩、荒井賢、神山健治、平城徳浩、藤代悟
- 特殊効果 - 谷藤薫児、前川孝
- 撮影監督 - 山口仁
- 音響効果 - 柴崎憲治（サウンドボックス）
- 音楽 - 三宅純
- 監修 - 川尻善昭
- プロデューサー - 丸山正雄
- アニメーション制作 - マッドハウス

## Episode. 3「大砲の街」
『大砲の街』（たいほうのまち、Cannon Fodder）は、大砲を撃つためだけに作られた街の、少年とその家族のとある一日を描いた作品。およそ20分の短編で、3本の中でもっとも短い作品だが、大友克洋が自ら監督・原作・脚本・キャラクター原案・美術を務め、もっとも大友色が濃厚な作品に仕上がっている。大友の漫画原作はないが、後に画集『KABA2』に絵本「大砲の街」として再編集されて掲載されている。
およそ20分の全編を1カットのみで構成した異色作。カット割りを使っていないが、固定された画面ではなく、カメラが縦横無尽に動き回るような映像が続く。実写映画、あるいは同じアニメでもインディペンデント・アニメーションの実験的な作品にならたまに見られるが、商業アニメで1カットにこだわった作品は非常に珍しい。メイキング映像の大友の言葉によれば、1カット自体が狙いではなく、絵巻物のように切れ目なく続いていく映像を作りたかったのだという。
一部にCGが使用されているものの、基本はアナログ作画とアナログ撮影で、大変な手間と工夫によって作り上げられた作品である。
音楽は実写作品を中心に活動する長嶌寛幸。生楽器のサンプリング音源も使いつつ、全編シンセサイザーによる音楽で映像を彩っている。

### あらすじ
ある朝。少年が自宅のベッドで目を覚まし、廊下に掲げられた砲撃手の肖像画に敬礼を行う。少年は母親から寝起きが遅いことをたしなめられながら、「撃ってきます」の挨拶とともに、父親と一緒に家を出る。街にはおびただしい数の砲台が設けられ、住宅や道路、鉄道などの都市機能と一体化していた。街の人々は訓練されており、列車の乗降も皆揃って列を成している。市中は今月の標語「撃てや撃て、力の限り、町のため」であふれていた。少年が学校の授業で三角関数による弾道計算を習っている最中、父親が勤める17番砲台では敵移動都市を目標とする巨砲の発射準備が着々と進められる。装填が完了すると砲の方位角と高低角が定められ、退避した装填手たちと入れ替わりに砲撃手が姿を現し、芝居掛りの所作とともに拉縄が引かれて勢いよく砲弾が飛び出し、そのまま昼休みに入る。少年、砲弾工場で働く母親、父親それぞれの食事風景と、移動都市の周辺に広がる砲撃によるクレーターだらけの大地が映し出される。17番砲台では再び午後の発射の準備が行われるが、父親は手順のミスから弾丸を落下させて衝撃で跳ね飛ばされる。父親は給弾長から叱責され、罰として同じ班の同僚とともに発射時に砲側にとどまるよう命令される。父親は転落の衝撃でヘルメットやマスクが外れた状態であったが、発射の瞬間にとっさに手で耳をふさぎ、発射時の衝撃と硝煙を受けて吹き飛ばされる。
そして夜。テレビのニュース番組は敵移動都市へ与えた損害を伝え、アナウンサーは勝利の日は近いと語る。砲撃手にあこがれる少年は父親にどこと戦争をしているのか尋ねるが、父親はまだ知らなくていいから寝なさいと答える。そして少年が再び砲撃手の肖像画に敬礼を行い、就寝した所でエンディングへ。

### 登場人物
少年
声 - 林勇
主人公。朝に弱いことや、言いつけを聞かないことで母親に怒られている。将来は砲撃手になることを夢見ている。
父親
声 - キートン山田
17番砲台の装填手。無口。
母親
声 - 山本圭子
弾薬工場で働いており、父親に対してよく喋る。
先生
声 - 仲木隆司
少年が通う学校の先生。砲撃の理論について授業を行なっていた。
指揮官
声 - 中村秀利
給弾長
声 - 福田信昭
旋回手
声 - 江川央生
俯迎手
声 - 佐藤正治
天気予報
声 - さとうあい
駅アナウンス
声 - 長嶝高士、石川ひろあき、喜多川拓郎
兵士
声 - 田中和実、園部啓一、鈴木勝美
男
声 - 塩屋浩三、河合義雄
女
声 - 峰あつ子、大友洋子、巴菁子

### スタッフ
- 原作・監督・脚本・キャラクター原案・美術 - 大友克洋
- キャラクターデザイン・作画監督 - 小原秀一
- 技術設計 - 片渕須直
- 撮影監督 - 枝光弘明
- CGI - 安藤裕章
- 美術 - 石川山子、勝井和子、西田　稔、伊奈淳子、渡辺　勉、菊地正典
- 色彩設計 - 中内照美
- SEデザイン - 新井秀徳（フィズサウンド）
- 音楽 - 長嶌寛幸
- プロデューサー - 田中栄子
- アニメーション制作 - スタジオ4℃

## 映像商品
| タイトル | 発売日         | 規格   | 規格品番  | レーベル           | 備考                                         |
| -------- | -------------- | ------ | --------- | ------------------ | -------------------------------------------- |
| MEMORIES | 1996年6月25日  | VHS    | BES-1416  | バンダイビジュアル |                                              |
| MEMORIES | 1996年10月25日 | VHS    | BES-1417  | バンダイビジュアル | ノートリミング版。                           |
| MEMORIES | 2003年10月24日 | DVD    | BCBA-1763 | バンダイビジュアル |                                              |
| MEMORIES | 2007年11月23日 | DVD+BD | BCXA-0013 | バンダイビジュアル |                                              |
| MEMORIES | 2008年7月25日  | BD     | BCXA-0091 | バンダイビジュアル |                                              |
| MEMORIES | 2014年1月29日  | BD     | BCXA-0810 | バンダイビジュアル | ハイスペックエディション（期間限定生産版）。 |